# Batalla de Château-Thierry (1814)
La batalla de Château-Thierry se libró el 12 de febrero de 1814 entre el ejército prusiano, comandado por el mariscal von Blücher, y el francés, a las órdenes del emperador Napoleón Bonaparte.
Después de obtener una serie de impresionantes victorias tácticas (durante la que pasaría a ser conocida como la Campaña de los Seis Días), Napoleón esperaba dar a los prusianos el golpe final para que dejaran de participar en la Sexta Coalición contra él.
Napoleón atacó la retaguardia prusiana, a cargo del general Yorck en el río Marne, cerca de Château-Thierry, mandando al mariscal Ney a dirigir el ataque, y los franceses rompieron las filas de Blücher, infligiéndole grandes pérdidas. Su ataque solo fue detenido por algunas baterías prusianas que en realidad estaban posicionadas por casualidad, permitiéndole a Yorck retirarse en buen orden sin sufrir una derrota completa.
Los prusianos tuvieron 1250 bajas, los rusos 1500 y los franceses 600. Los franceses también capturaron 9 cañones y mucho bagaje y transporte.